# 1839 en Italie
Chronologie de l'Italie
- 1835
- 1836
- 1837
- 1838
- 1839
- 1840
- 1841
- 1842
- 1843

## Événements
- 1er janvier : parution à Milan du premier numéro de la revue littéraire et scientifique Il Politecnico fondée par Carlo Cattaneo (1839-1844)[1].
- 3 octobre : inauguration de la première ligne de chemin de fer italienne, Naples - Portici[2].

## Culture

### Opéras créés en 1839
- 17 novembre : création à la Scala de Milan de Oberto, conte di San Bonifacio, opéra en deux actes de Giuseppe Verdi sur un livret d'Antonio Piazza et Temistocle Solera.

## Naissance en 1839
- 3 février : Fermo Forti, peintre et sculpteur, connu pour ses sujets sacrés, historiques et ses scènes de genre, peints dans un style réaliste. {† 24 février 1911).
- 20 avril : Francesco Siacci, mathématicien et un ingénieur militaire, expert en balistique. († 31 mai 1907)

## Décès en 1839
- 1er février : Giuseppe Valadier, architecte, urbaniste, archéologue et orfèvre italien (° 14 avril 1762).
- 15 novembre : Giocondo Albertolli, architecte, sculpteur, décorateur et peintre italien d'origine suisse (° 24 juillet 1743).
- 11 août : Marco Gozzi, peintre de paysage italien (° vers 1759).